# Mistress Frankenstein
Pour plus de détails, voir Fiche technique et Distribution.
Mistress Frankenstein est un film américain de série B réalisé par John Bacchus sorti en 2000.

Le film parodie le personnage de Frankenstein au féminin et en séduction.

## Synopsis
La baronne Héléna Frankenstein (Darian Caine) est une beauté sexuellement refoulée qui a un accident tragique de cheval.
Son mari, Victor Frankenstein, lui implante un cerveau dans la tête et la ramène à la vie.
Mais le cerveau a appartenu à une nymphomane lesbienne.
Hélène devient une machine à sexe et aime avoir toutes les femmes qu'elle rencontre.

## Fiche technique
- Titre : Mistress Frankenstein
- Réalisateur : John Bacchus
- Scénario : John Bacchus, Clancy Fitzsimmons, Joe Ned et Michael Raso
- Format : Couleurs
- Durée :  minutes
- Langue : anglais
- Pays :  États-Unis
- Durée : 80 minutes
- Date de sortie : 2 octobre 2000 (États-Unis)

## Distribution
- Darian Caine : Héléna Frankenstein
- John Paul Fedele : Dr Frankenstein
- Debbie Rochon
- A. J. Khan
- Heidi Christine
- Victoria Vega
- Jessie Harcourt
- Jade Duboir
- Bennigan Feeney
- Michael R. Thomas
- John Eville
- Christine Domaniecki
- John Link
- Michael Raso
- Louis Cypher